# 瞳孔穆賽介
瞳孔穆賽介（学名：Munseyella pupilla）为真花介科穆賽介屬下的一个种。